# 화악터널
화악터널(花岳터널)은 경기도 가평군 북면과 강원특별자치도 화천군 사내면을 잇는 화악산로 상의 왕복 2차로 터널으로, 지방도 제391호선에 속해 있다. 총 길이는 680m이며, 폭 7.3m(유효폭 5.8m), 높이 7m로 해발 약 870m에 있다. 대한민국의 도로 터널 중에서 비교적 높은 곳에 있으며, 경기도에서 가장 높은 곳에 있다. 본래 1990년대 이전까지 구 터널이 개통하였으나, 안전 문제로 1997년 폐쇄 후 기존 터널이 있던 자리에 현재의 터널을 새로 건설하였다. 새로 건설한 터널은 2008년 말에 완공되어 재개통했다.